# Koyotae History
《Koyotae History》는 대한민국의 3인조 혼성그룹 코요태의 베스트 앨범이다.
2장의 CD로 구성되어 있다. CD1은 1집 ~ 3집의 곡과 2집의 타이틀곡 〈실연〉을 중국어로 번안한 곡으로 구성되어 있으며, CD2는 논스톱 리믹스곡으로 구성되어 있다. 발매 당시 멤버 신지의 발언에 의하면 코요태와는 무관하게 발매된 음반으로, 음원 사이트에서 들을 수 없다.